# Piédrola
Piédrola es un despoblado que actualmente forma parte del concejo de Santa Cruz de Campezo, que está situado en el municipio de Campezo, en la provincia de Álava, País Vasco (España).

## Toponimia
A lo largo de los siglos ha sido conocido con los nombres de Pedrola, Petroles, Piérola y Pietrari.

## Historia
Documentado desde 1182, se desconoce cuándo se despobló.
Actualmente sus tierras son conocidas con el topónimo de Piérola, quedando en sus tierras únicamente en pie el convento franciscano de San Julián de Piérola.